# Parti nationaliste canarien
Le Parti nationaliste canarien (en espagnol : Partido Nacionalista Canario) (PNC) est un parti politique nationaliste des îles Canaries, fondé le 30 janvier 1924. À sa fondation, le PNC aspire à ce que les îles Canaries deviennent un État libre et souverain. Il disparaît[Quand ?] puis est refondé en 1982. Il aspire aujourd'hui à des compétences plus larges pour les Canaries au sein du cadre de l'autonomie au sein de l'Espagne.

## Résultats électoraux

### Élections générales
| Année    | Congrès des députés | Congrès des députés | Congrès des députés | Congrès des députés | Congrès des députés | Sénat   |
| Année    | Tête de liste       | Voix                | %                   | Rang                | Mandats             | Sénat   |
| -------- | ------------------- | ------------------- | ------------------- | ------------------- | ------------------- | ------- |
| 11/2019a | Ana Oramas          | 123 981             | 0,51                | 15e                 | 2 / 350             | 0 / 208 |

a Liste commune avec la Coalition canarienne.